# Medyna (urbanistyka)
Medyna lub Medina (arab.: مدينة) – stara dzielnica arabskich miast, zwłaszcza w Afryce Północnej. Mieszczą się tutaj bazary, główny meczet i inne ważne budynki. 
Niektóre medyny, ze względu na swoje wyjątkowe walory historyczne, zostały wpisane na listę światowego dziedzictwa kultury UNESCO. Zaliczają się do nich między innymi:
- Medyna w As-Sawirze
- Medyna w Fezie
- Medyna w Marrakeszu
- Medyna w Susie
- Medyna w Tetuanie
- Medyna w Tunisie

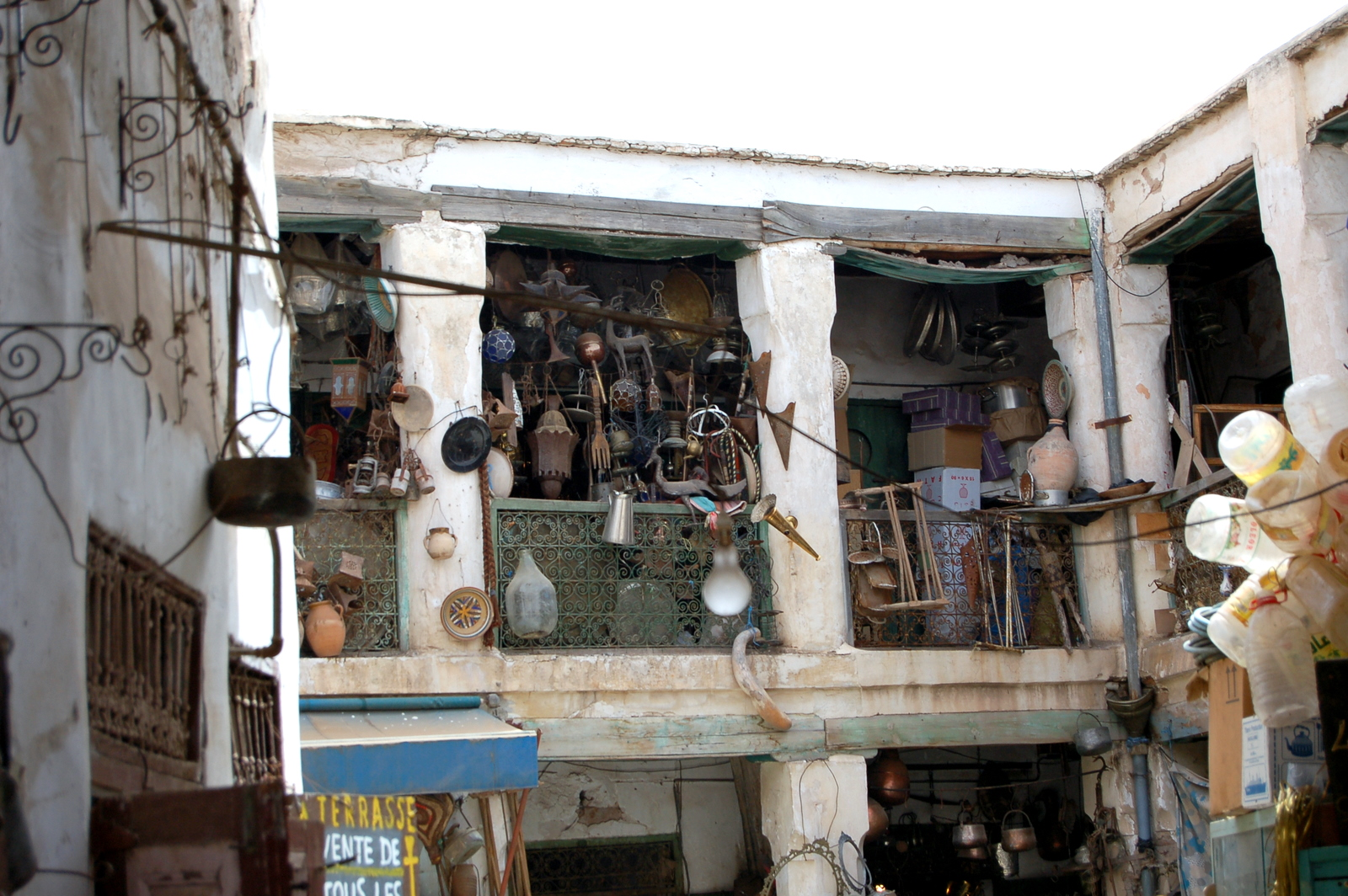
Sklep ze złomem w medynie w Marrakeszu
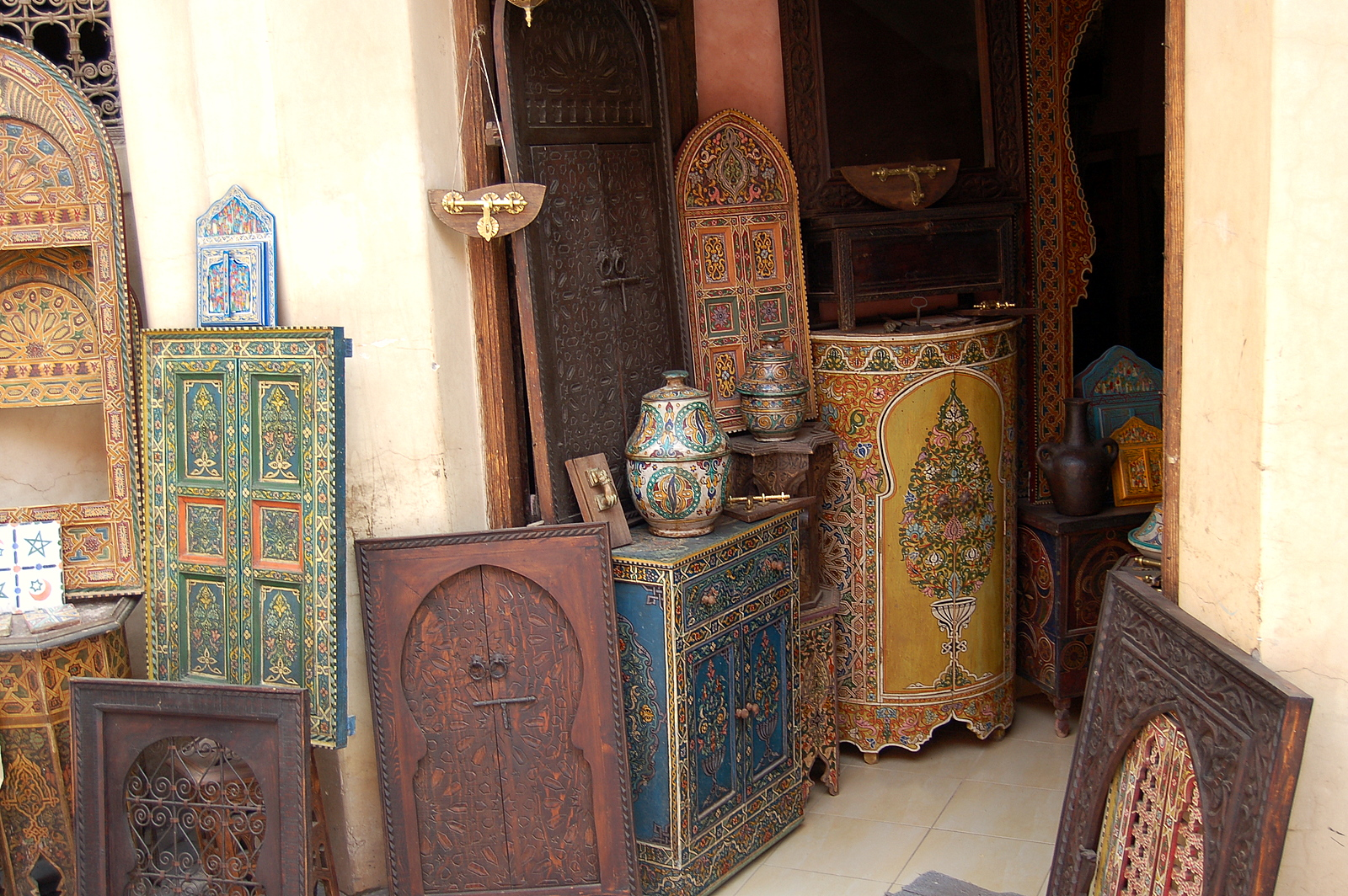
Sklep z okiennicami w medynie w Marrakeszu
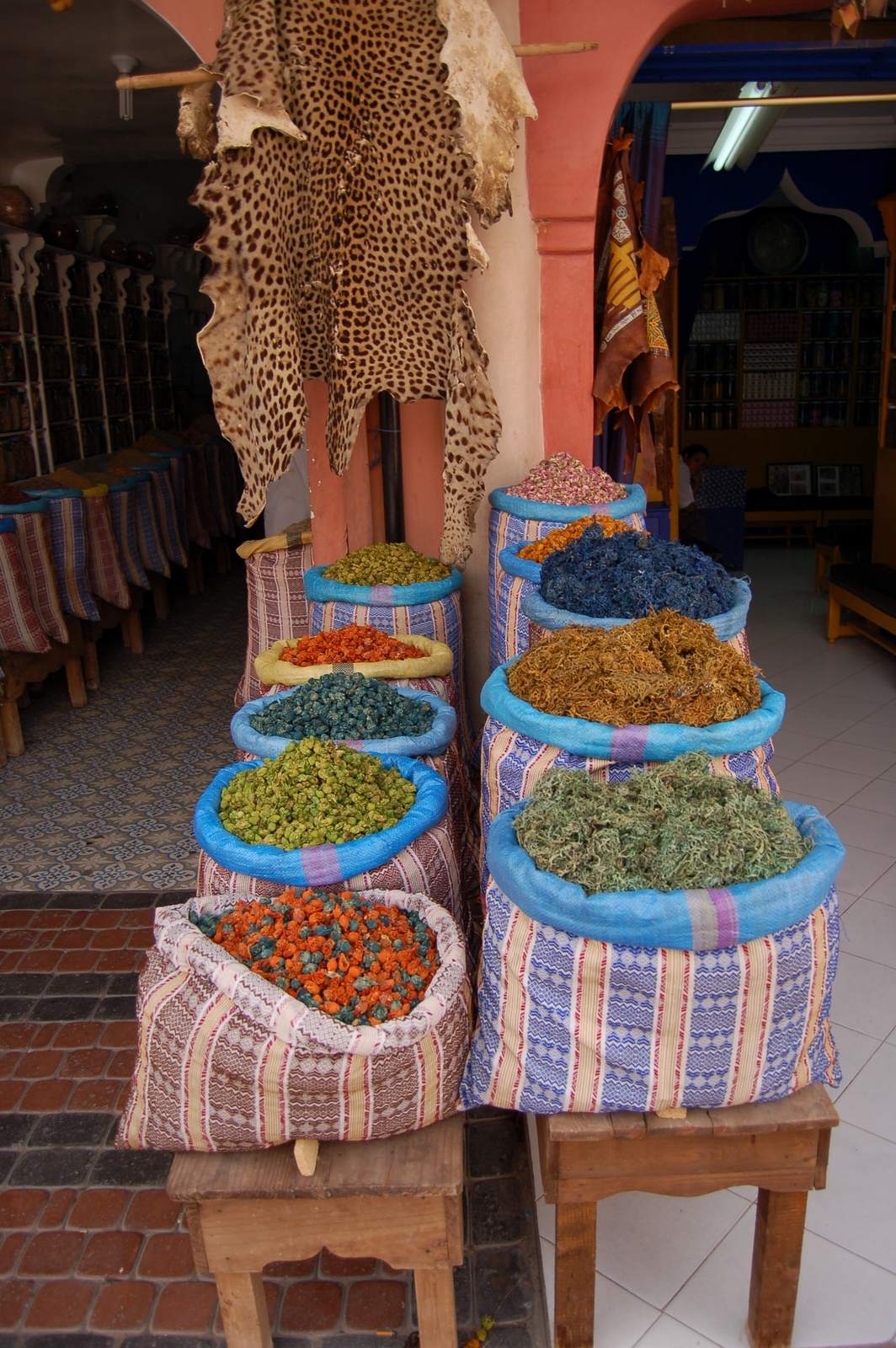
Sklep afrykański w medynie w Marrakeszu
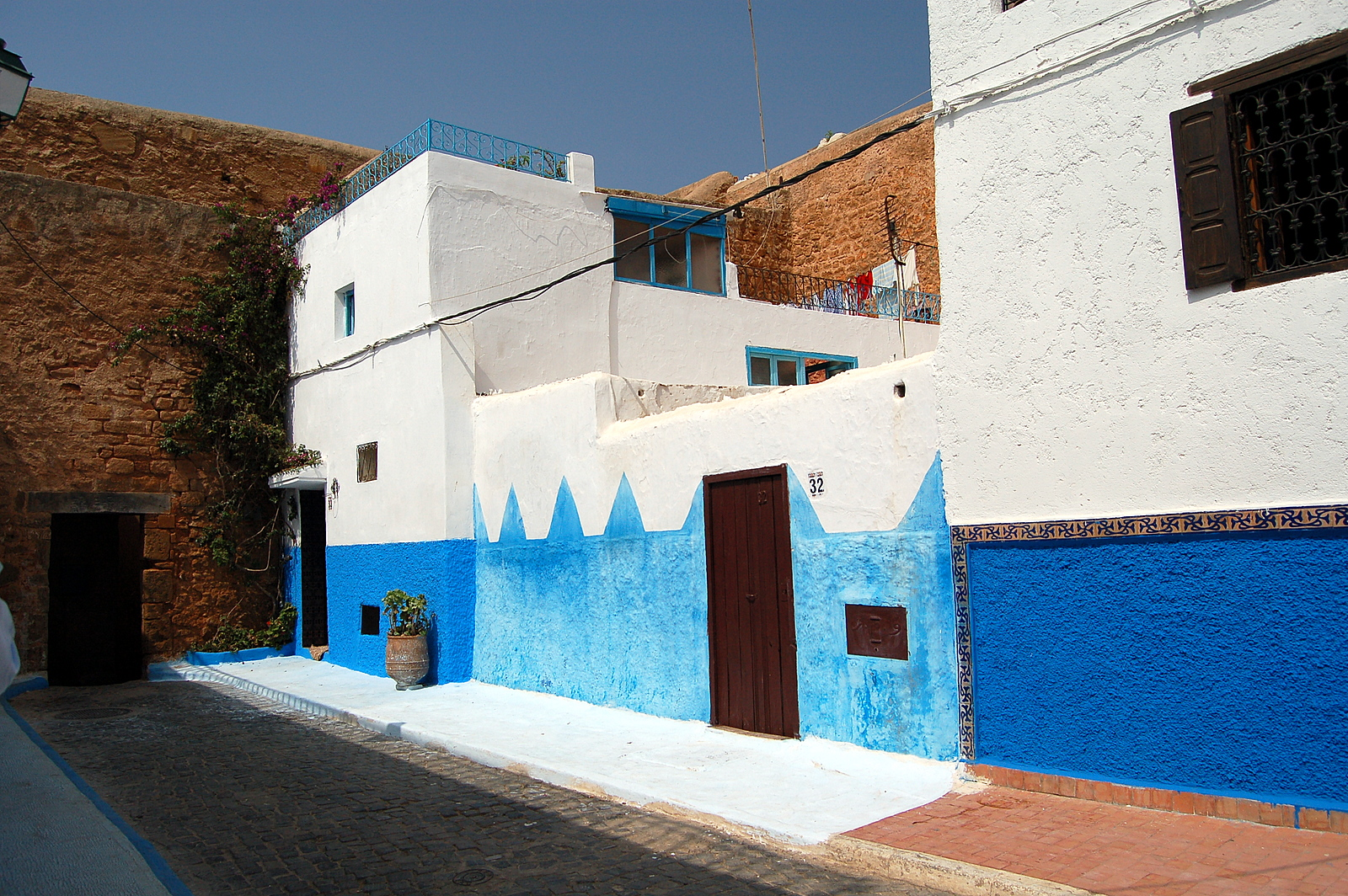
Medyna w Rabacie
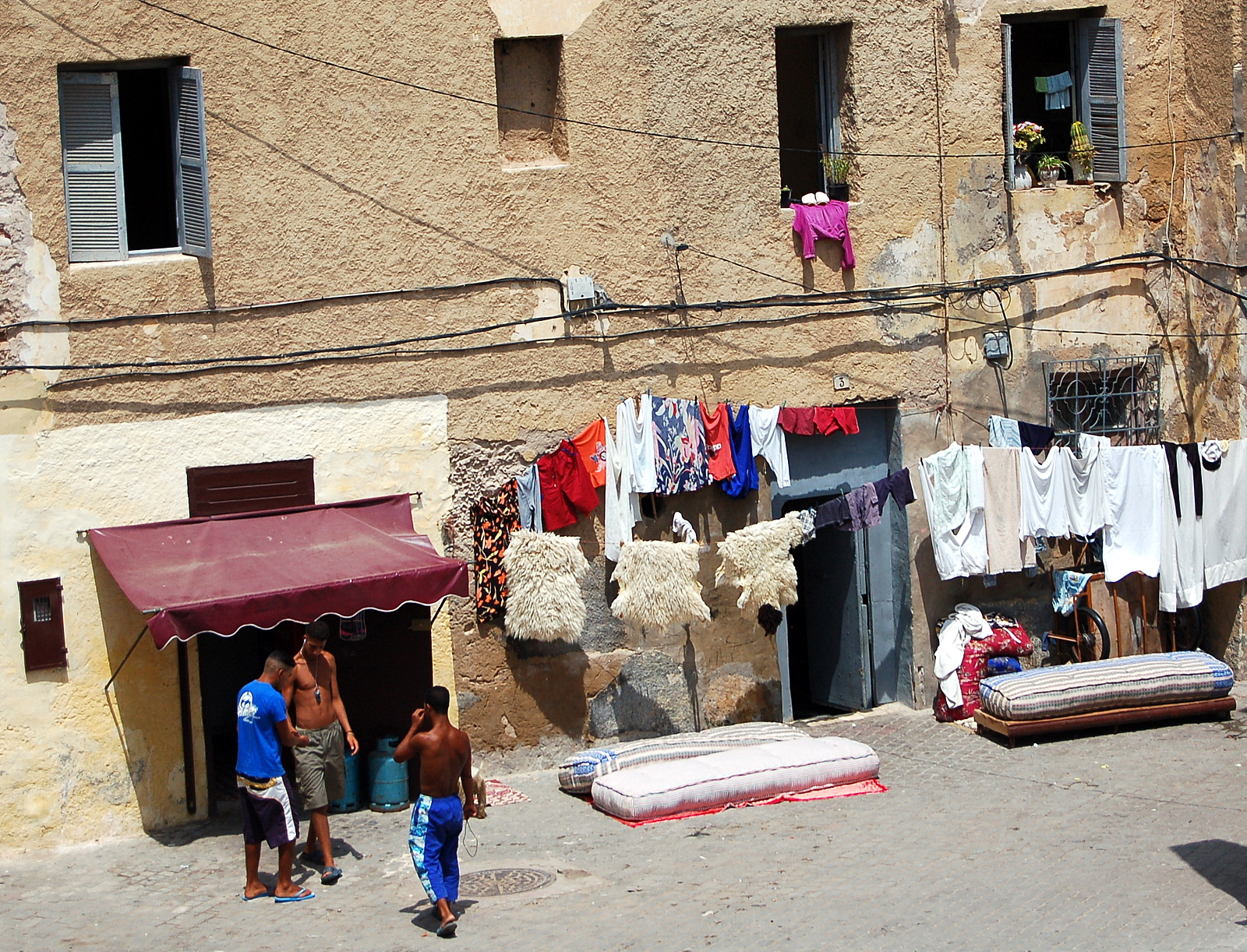
Medyna Al-Dżadidzie
Widok na medynę w Casablance
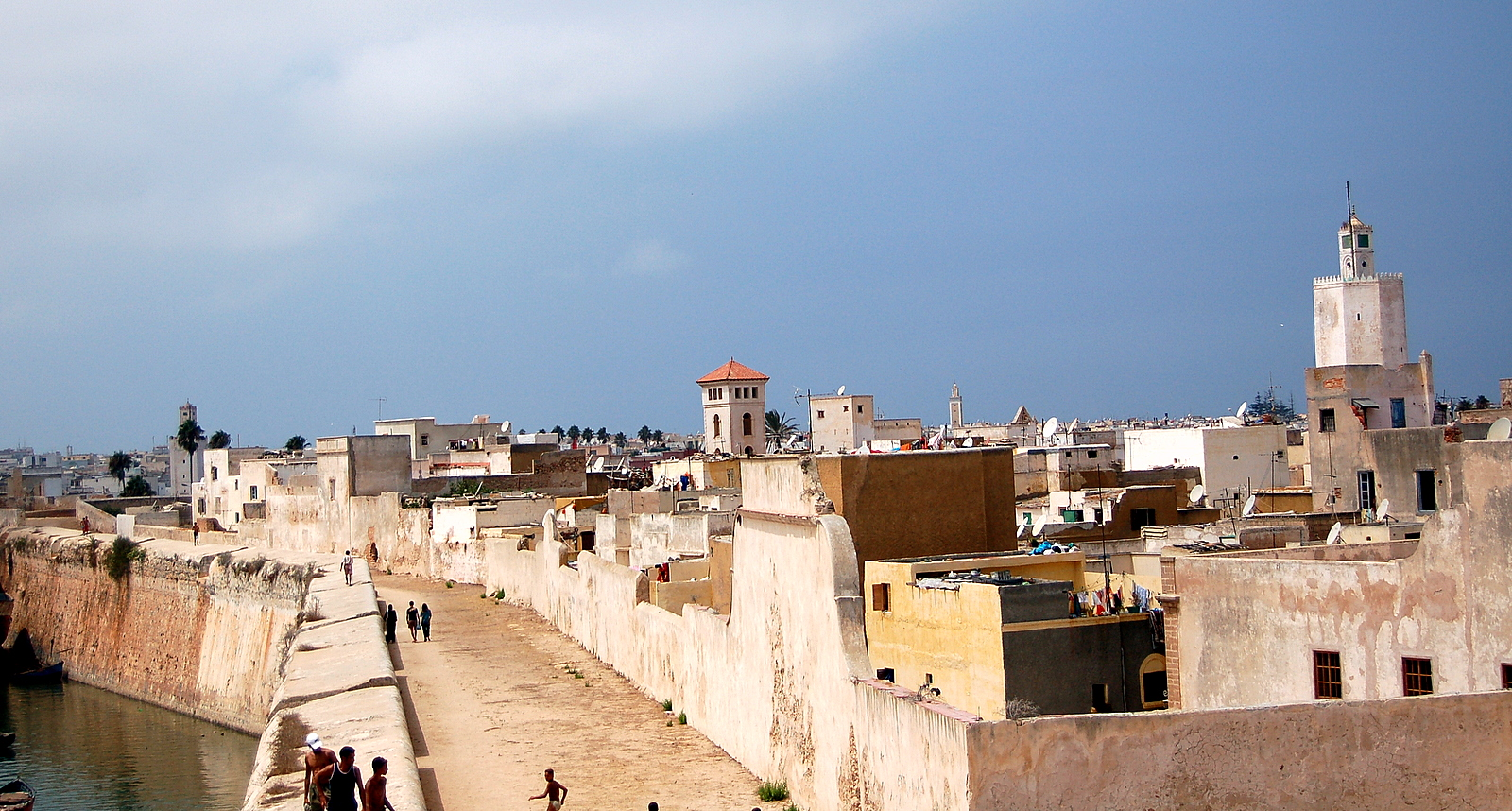
Widok na medynę w Al-Dżadidzie
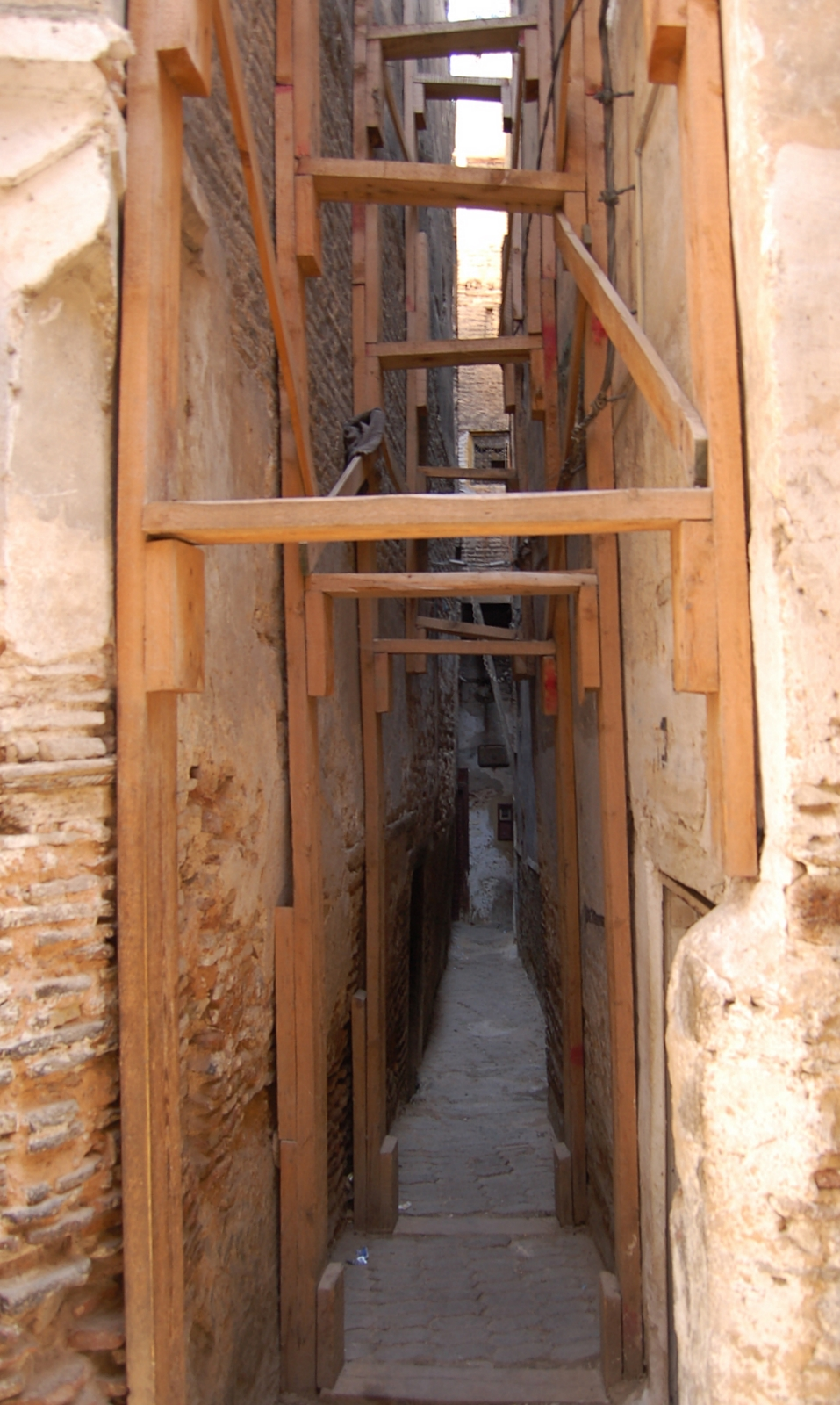
Uliczka medyny w Fezie
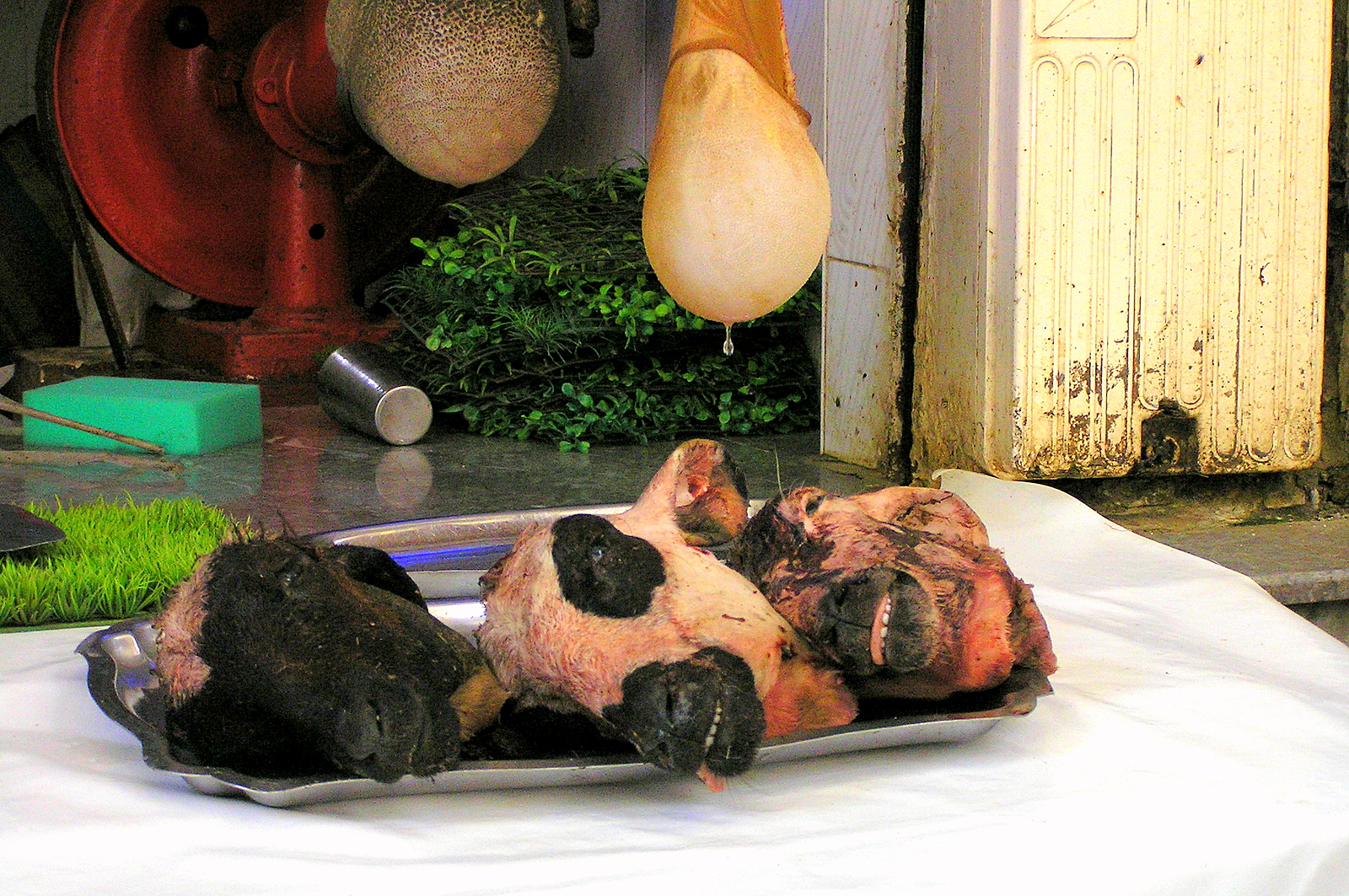
Sklep mięsny w medynie w Fezie
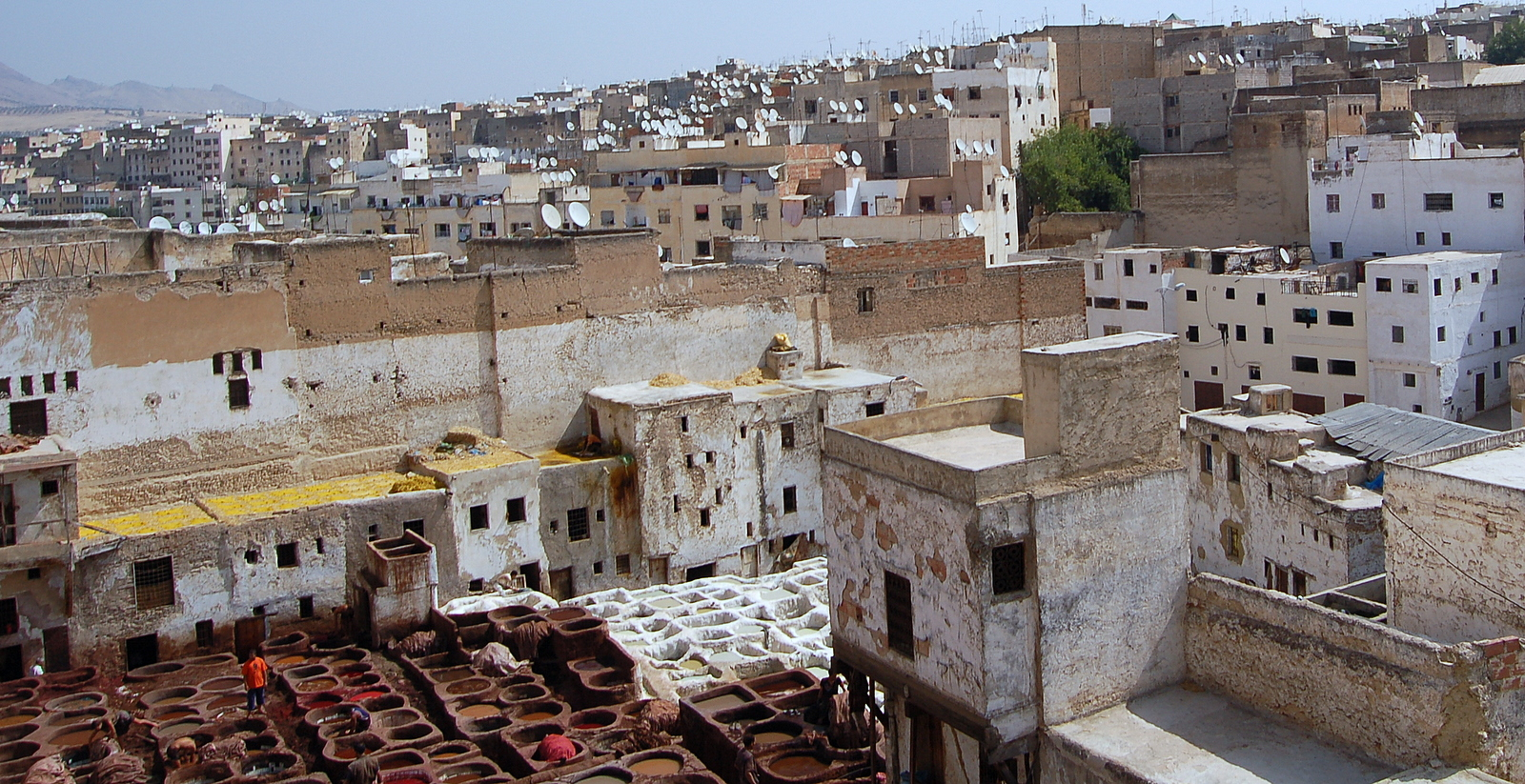
Widok na medynę w Fezie wraz z farbiarniami
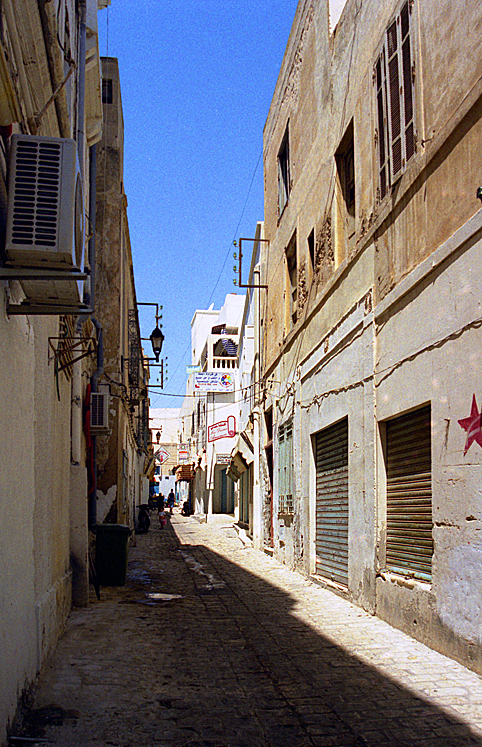
Medyna w Susie